# Resolució 1386 del Consell de Seguretat de les Nacions Unides
La Resolució 1386 del Consell de Seguretat de les Nacions Unides fou adoptada per unanimitat el 20 de desembre de 2001. Després de reafirmar totes les resolucions sobre la situació a l'Afganistan, en particular les resolucions 1378 (2001) i 1383 (2001), el Consell va autoritzar l'establiment de la Força Internacional d'Assistència i de Seguretat (ISAF) per ajudar a l'Autoritat Provisional Afganesa a mantenir la seguretat a Kabul i als seus voltants. Va ser l'última resolució del Consell de Seguretat adoptada en 2001.

## Resolució

### Observacions
El Consell de Seguretat va donar suport als esforços internacionals per erradicar el terrorisme d'acord amb la Carta de les Nacions Unides i va reafirmar les resolucions 1368 (2001) i 1373 (2001). Va donar la benvinguda als esdeveniments a l'Afganistan que donarien al poble afganès llibertat de l'opressió i terror, i va reconèixer la responsabilitat dels afganesos de proporcionar seguretat i llei i ordenar-se ells mateixos.
El Consell va reiterar el seu suport a l'acord de Bonn i va assenyalar una oferta del Regne Unit per dirigir la ISAF. Va subratllar la necessitat que totes les parts afganeses s'adhereixin als drets humans i al dret internacional humanitari. A més, el Consell va determinar que la situació a l'Afganistan era una amenaça per a la pau i la seguretat internacionals i que pretenia assegurar la plena aplicació del mandat de la ISAF.

### Actes
Actuant sota el Capítol VII de la Carta de les Nacions Unides, es va establir la ISAF per un període inicial de sis mesos per ajudar a l'Autoritat Provisional Afganesa amb seguretat. Es va demanar als Estats membres que proporcionessin contribucions de personal i equips de la ISAF i els estats participants en la Força van ser autoritzats a adoptar totes les mesures per complir el seu mandat. Tots els afganesos haurien de cooperar amb la ISAF i les organitzacions internacionals governamentals i no governamentals.
La resolució va assenyalar un compromís dels partits afganesos per retirar el personal militar de Kabul. Va encoratjar als estats veïns a ajudar a la ISAF aportant trànsit terrestre i aeri, i va subratllar que les despeses de l'operació de la ISAF serien assumides pels estats participants amb contribucions a un fons fiduciari voluntari establert pel secretari general Kofi Annan. A més, el Consell va demanar al lideratge de la ISAF que proporcionés informes periòdics sobre l'execució del seu mandat, i que els estats participants en la ISAF proporcionessin formació per a noves forces de seguretat afganeses.